# Ealing Trailfinders Rugby Club (féminines)
Ne doit pas être confondu avec Ealing Trailfinders Rugby Club.
Actualités
Le Ealing Trailfinders Rugby Club est un club féminin de rugby à XV basé à Ealing, à Londres. C'est la section féminine du club homonyme. Fondé en 2023, le club dispute la Premiership Women's Rugby, la première division anglaise.

## Histoire

### Amateurisme
Le club centenaire des Ealing Trailfinders crée une section féminine amateur en 2011 : les Ealing Jades Ladies, qui évoluent en championnat régional. L'équipe se délite et disparait après sa première saison. C'est seulement en 2021 que la section féminine est réactivée, sous le nom de Ealing Trailfinders Ladies. Terminant dernière de sa division, l'équipe parvient toutefois à poursuivre son activité pour la saison 2022-2023 en National Challenge 3, soit le 6e niveau dans la hiérarchie des compétitions organisées par la RFU.
En décembre 2022, Ealing obtient une place dans la jeune ligue professionnelle, la Premier 15s. L'équipe première, les Ealing Trailfinders Women, est créée à partir de zéro tandis que l'effectif existant en devient l'équipe réserve, d'abord sous le nom de Ealing Women II, puis Ealing 1871.

### Le monde professionnel
Les débuts de l'équipe professionnelle sont programmés pour la saison 2023-24. Le club met à la tête de l'équipe l'ancienne internationale Giselle Mather (35 sélections, championne du monde 1994, deux Grand chelems en 1995 et 1996), qui se voit donc confier la mission de construire une équipe entière. L'internationale Abby Dow entre dans l'histoire du club en en devenant officiellement la première recrue. Au bout du compte, Ealing a recruté 51 joueuses, dont une bonne part en provenance de Worcester (six joueuses) et des Wasps (douze joueuses), deux clubs qui ont été mis en liquidation. Le groupe compte pas moins de douze nationalités, dont la jeune talonneuse Élisa Riffonneau, la seule Française à jouer dans la ligue anglaise cette saison. Le club peut se targuer d'un recrutement qualitatif puisqu'on y recense de nombreuses joueuses internationales de premier plan (Tyson Beukeboom, Sara Seye, Liz Musgrove, Kate Zackary, entre autres).
Le baptême du feu arrive en Coupe d'Angleterre, le 30 septembre 2023, avec une défaite 31-21 sur le terrain du Stoop des Harlequins. Au terme de sa première saison, l'équipe se classe sixième. Abby Dow et Liz Crake sont mises sous contrat par la RFU.

### Premières turbulences
À l'intersaison, le club se renforce avec entre autres l'internationale canadienne Emma Taylor ainsi que les Écossaises Lisa Thomson, Caity Mattinson et Chloe Rollie. À la suite d'une « lutte de pouvoir » au sein du club avec le manager Ben Ward, Giselle Mather démissionne à seulement un mois de la première journée du championnat. C'est Barney Maddison, assistant en charge des avants, qui la remplace. L'équipe finit septième du championnat.
Lors de la Coupe du monde 2025, les Trailfinders sont représentées par 18 joueuses, au sein de neuf équipes nationales : Burton et Jones (Angleterre), Blanco (Espagne), Bremner (Nouvelle-Zélande), Cox (Galles), Gallagher, Nelson et Schell (Canada), Leatherman et Zackary (USA), Malcolm, Mattinson, McGhie, Rollie, Thomson et Wassell (Écosse), Moore (Irlande) et Seye (Italie).

## Palmarès

### Trophées
Néant

### Bilan par saison
| Saison    | Classement | Compétition                       | Pts | MJ | V | N | D  | PM  | PE  | Diff | B  | Phase finale   |
| --------- | ---------- | --------------------------------- | --- | -- | - | - | -- | --- | --- | ---- | -- | -------------- |
| 2023-2024 | 6e         | Allianz Premiership Women's Rugby | 29  | 16 | 5 | 0 | 11 | 355 | 515 | -160 | 9  | non qualifiées |
| 2024-2025 | 7e         | Premiership Women's Rugby         | 36  | 16 | 5 | 0 | 11 | 495 | 524 | -29  | 16 | non qualifiées |